# 20 юли (вестник)
„20 юли“ с подзаглавие Македоно-одрински лист е български вестник на македонската емиграция в България преди Втората световна война. Излиза в София от април до юли 1924 година. Издание е на Илинденската организация. Печата се в печатницата на Земеделската кооперативна банка.
През април 1924 година органът на организацията „Пирин“ е спрян от правителството на Александър Цанков. Вместо него започва да излиза вестник „20 юли“. Вестникът помества материали за положението на българите в Македония под сръбска и гръцка власт, биографии на македонски дейци, сведения от живота на емиграцията, балканска хроника и много обяви. Спира през август, когато е възстановен вестник „Илинден“.